# Bruno Stojić
Bruno Stojić (Hamzići, 8 de abril de 1955) es un político bosniocroata. Durante la guerra de Bosnia alcanzó altos cargos políticos, como ministro de Defensa, en la autoproclamada República Croata de Herzeg-Bosnia. Tras la guerra, al igual que otros dirigentes de la entidad, fue acusado por el Tribunal Penal Internacional para la antigua Yugoslavia de diversos cargos como crímenes contra la humanidad, siendo condenado en 2013 a 20 años de cárcel.

## Biografía
Bruno Stojić nació en una familia de etnia croata el 8 de abril de 1955 en la aldea de Hamzići, del municipio de Čitluk, República Socialista de Bosnia y Herzegovina, en el marco de la Yugoslavia socialista. En 1990 fue nombrado viceministro de Interior del gobierno autónomo bosnio, y en 1992, ya comenzada la guerra, responsable del Consejo Croata de Defensa (HVO), la rama militar de la autoproclamada República croata de Bosnia por el presidente Mate Boban. En 1993 fue nombrado responsable de la Oficina de Producción y Venta de armas y equipos militares. 
En abril de 2004, el Tribunal Penal Internacional para la antigua Yugoslavia emitió una orden de arresto contra Bruno Stojić, Jadranko Prlić, Slobodan Praljak, Milivoj Petković, Valentin Ćorić y Berislav Pušić por su actuación durante la guerra de Bosnia, con cargos entre los que se encontraban los delitos de crímenes contra la humanidad, deportación o tratos inhumanos. Stojić se entregó voluntariamente al tribunal el 5 de abril de 2004.
Los seis acusados comparecieron ante el TPIY el 6 de abril siguiente, Stojić se declaró inocente de todos los cargos imputados.
La acusación formal del Tribunal Penal Internacional para la ex Yugoslavia estableció que su área de autoridad y responsabilidad incluía diversas responsabilidades en la cadena de mando del HVO, y concluyó que Stojić tenía la capacidad y la autoridad para emitir órdenes de organización, estratégicas y de combate en el sistema penitenciario de la fuerza militar. Los cargos iniciales contra él fueron:

- Nueve cargos de violaciones graves de los Convenios de Ginebra (homicidio premeditado, trato inhumano (agresión sexual), deportación ilegal de civiles, traslado ilícito de civiles, reclusión ilegal de civiles, trato inhumano (condiciones de reclusión), trato inhumano, destrucción de la propiedad, no justificada por necesidad militar y llevada a cabo de manera ilícita y gratuita; apropiación de la propiedad, no justificada por necesidad militar y llevada a cabo de manera ilícita y gratuita).
- Nueve cargos de violaciones de las leyes o costumbres de la guerra (trato cruel (condiciones de reclusión), trato cruel, trabajo ilegal, destrucción sin sentido de ciudades, pueblos o aldeas, o destrucción no justificada por necesidad militar, destrucción o daño intencional a las instituciones dedicados a la religión o la educación, el saqueo de la propiedad pública o privada, los ataques ilegales contra civiles, la imposición ilícita de terror a civiles, el trato cruel).
- Ocho cargos de crímenes contra la humanidad (persecuciones por motivos políticos, raciales y religiosos, asesinato, violación, deportación, actos inhumanos (traslado forzoso), encarcelamiento, actos inhumanos (condiciones de reclusión), actos inhumanos.

El 29 de mayo de 2013, el tribunal dictó sentencia, condenando a los seis acusados por formar "una asociación criminal con el fin de crear una Gran Croacia que precisaría una modificación de su composición étnica, a través de desplazamientos forzosos de la población, asesinatos, saqueo de propiedades, trabajos forzados para los detenidos y expulsión de sus tierras una vez liberados". Stojić fue condenado a 20 años de prisión.
El 4 de agosto de 2014, sus abogados recurrieron la condena, que fue confirmada por la corte de apelación el 29 de noviembre de 2017, sesión durante la cual se suicidó Slobodan Praljak ingiriendo un veneno.